# اینالوا (هاوایی)
اینالوا، هاوایی (به انگلیسی: Ainaloa, Hawaii) یک منطقهٔ مسکونی در ایالات متحده آمریکا است که در هاوایی واقع شده‌است.

## خصوصیات
اینالوا ۴٫۶ کیلومترمربع مساحت و ۲٬۹۶۵ نفر جمعیت دارد و ۲۱۵ متر بالاتر از سطح دریا واقع شده‌است.